# Station Brennhaug
Station Brennhaug is een station in Brennhaug in de gemeente Dovre in fylke Innlandet in Noorwegen. Het stationsgebouw dateert uit 1913 en is een ontwerp van Arnstein Arneberg. Sinds 1965 is Brennhaug gesloten voor personenvervoer.